# عیسی با
عیسی با (انگلیسی: Issa Ba؛ زادهٔ ۷ اکتبر ۱۹۸۱) بازیکن فوتبال بازنشسته اهل سنگال است.
از باشگاه‌هایی که در آن بازی کرده‌است می‌توان به باشگاه فوتبال ویسوا کراکوف، باشگاه فوتبال استاد لاوالوا، آ.اس.آ ترگو مورش، باشگاه فوتبال دینامو بخارست، باشگاه ورزشی گاز متان مدیاش، باشگاه فوتبال اوسر، و باشگاه والیبال دینامو بخارست اشاره کرد.
وی همچنین در تیم ملی فوتبال سنگال بازی کرده‌است.